# Red Knights International Firefighters Motorcycle Club

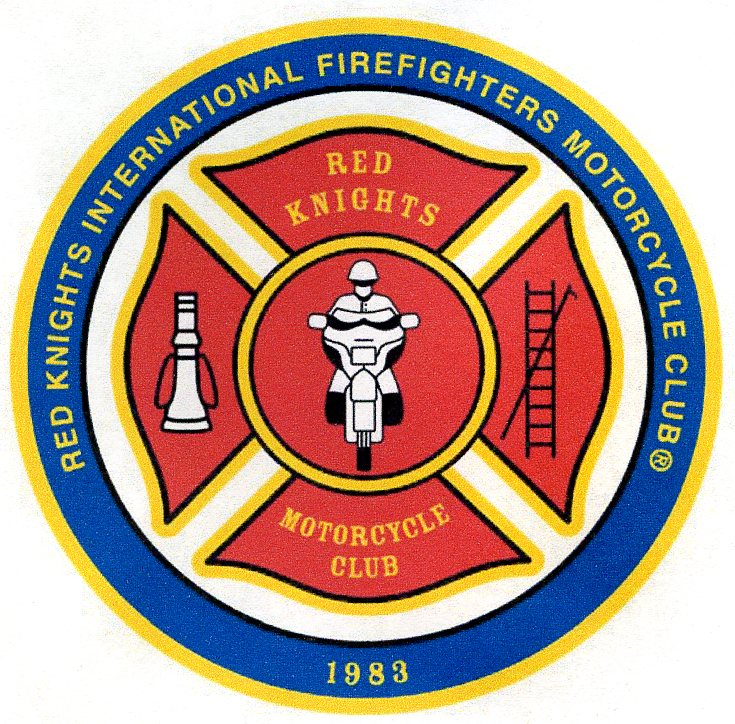
RKMC Siegel

Der Red Knights International Firefighters Motorcycle Club (RKMC) ist ein Motorradclub für Feuerwehrleute und ihre Familien. Er ist der größte Feuerwehr-Motorradclub weltweit.
Mitglied im RKMC kann jeder motorradfahrende Feuerwehrangehörige werden. Lebenspartner, Eheleute, Kinder und Geschwister werden als „Social Member“ aufgenommen.

## Geschichte

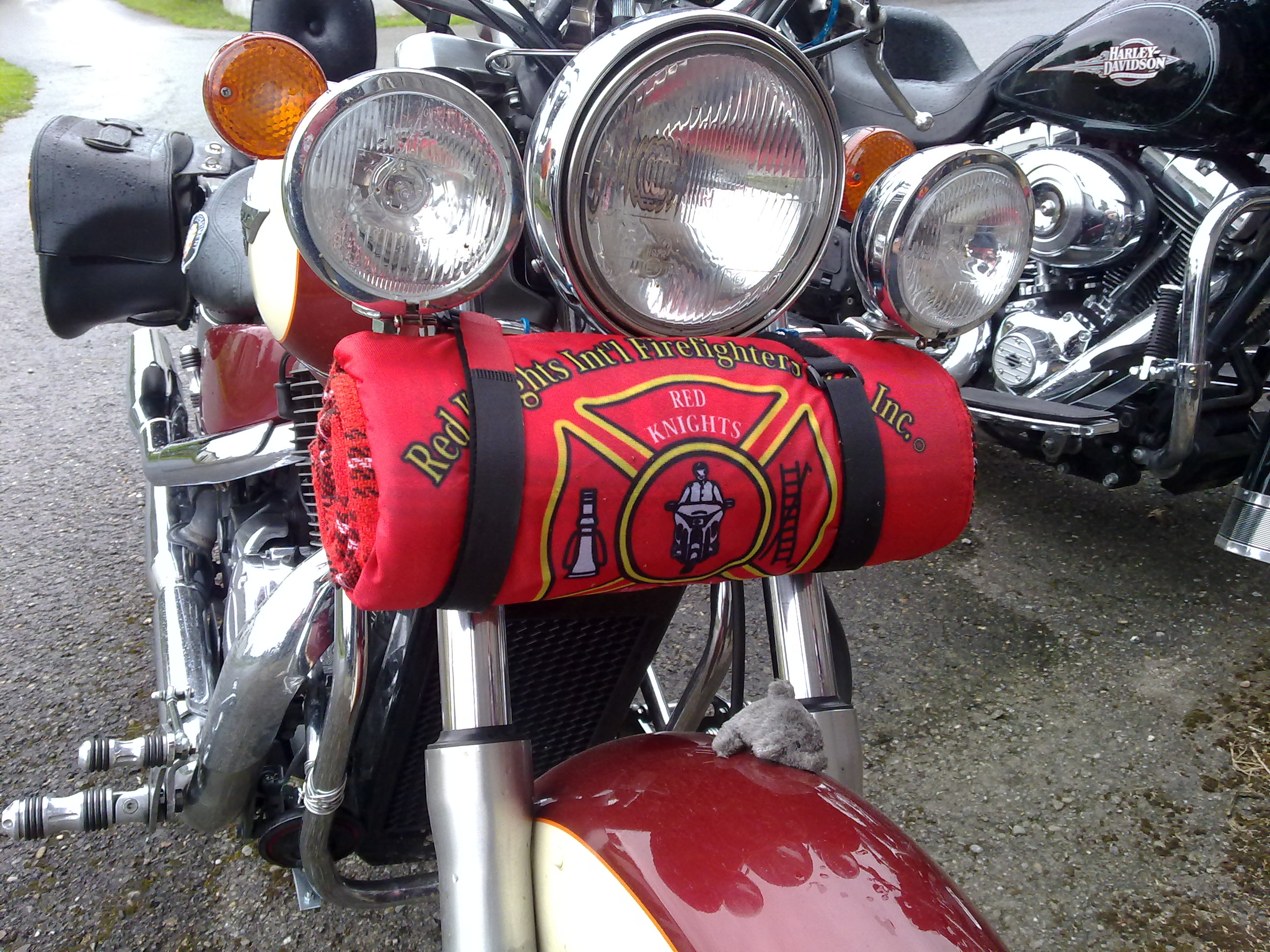
RKMC

Im Sommer 1982 trafen sich verschiedene Feuerwehrleute im Randy’s Cycle Shop in Boylston, Massachusetts. Sie diskutierten darüber, dass die Strafverfolgungsbehörden einen eigenen Motorradclub gegründet hatten, die Blue Knights, es aber noch keinen Motorradclub für Feuerwehrleute gebe. Im Verlauf dieser Diskussion sagte der Geschäftsinhaber Randy Wilson zu Ed Wright, einem Feuerwehrmann aus Northboro (Massachusetts), dass er aufhören soll, darüber zu reden und stattdessen einen Motorradclub gründen solle.
Von dieser Idee begeistert, ging Ed Wright nach Hause und erstellte einige handgemachte Karten, um Feuerwehrleute aus der Region einzuladen. Er plante, ein Treffen zu organisieren, um festzustellen, ob es genügend Interessenten für die Gründung eines Motorradclubs gab. Am 17. August 1982 erlaubte Feuerwehrchef Jack Pierce einer kleinen Gruppe motorradbegeisterter Feuerwehrleute, sich im Hauptquartier der Feuerwehr zu treffen, um Vorbereitungen zur Gründung eines Motorradclubs zu schaffen.
Am 19. Oktober 1982 trafen sich die Feuerwehrleute Colin Mackey, Bob Bourassa, Ed Wright, Roger Wentzell, Dave Hamilton, Bob Goulet, David Hunt, Jon Tripp, Don Parker, Norm Beausoleil und Feuerwehrchef Jack Pierce erneut. Es wurde entschieden, dass sich diese Gruppe Red Knights Motorcycle Club nennen solle.
Im Juli 1983 wurde in Connecticut ein Ortsgruppe, ein sogenannter Chapter gegründet. Im Oktober desselben Jahres wurde das zweite Chapter in Massachusetts gegründet. Bald kam es zu Gründungen in weiteren Bundesstaaten, wie z. B. Nevada und Louisiana. Im August 1983 stellten die Gründungsmitglieder fest, dass das Wachstum der Organisation schnell ihre ursprünglichen Erwartungen übertraf. Um dieses Wachstum ordnungsgemäß zu handhaben, wählten sie einen Vorstand, das National Board of Directors. Mit den Chaptergründungen im kanadischen Ontario und Saskatchewan wurde der Club zum Red Knights International Firefighters Motorcycle Club. Es gibt heute 350 Chapter und über 10.500 Mitglieder weltweit.

## Mitgliedsarten
Es gibt beim RKMC folgende Mitgliedsarten:
Active Member
Jeder Feuerwehrangehörige, der im Besitz einer gültigen Fahrerlaubnis für Motorräder ist und Zugang zu einem Motorrad hat, kann beim RKMC als Active Member Mitglied werden. Als feuerwehrangehörig gilt der aktive Dienst in einer Berufs-, Werks-, Militär-, Flughafen- oder Freiwilligen Feuerwehr. Auch ehemalige Feuerwehrleute, die ihren aktiven Dienst in einer Feuerwehr z. B. aus Altersgründen regulär beendet haben, können ebenfalls als Active Member beim RKMC Mitglied werden bzw. bleiben. Rettungsdienstpersonal kann ebenfalls aufgenommen werden, falls es von einer Feuerwehr angestellt ist.
Charter Member
Bei einer Chapter-Neugründung werden alle Member, die ihre Mitgliedschaft im ersten Jahr der Chaptergründung erlangen, als Gründungsmitglieder (Charter Member) geführt.
Social Member
Geschwister, Lebens- oder Ehepartner, Kinder ab 16 Jahren und die Eltern von Active Membern können als Social Member im RKMC Mitglied werden.
Junior Member
Kinder und Enkelkinder von Active- und Associate Membern können bis zum 16. Lebensjahr als Junior Member RKMC Mitglied werden.
Associate Member
Die einzelnen Chapter können Personen, die keinen Bezug zur Feuerwehr haben, als Associate Member aufnehmen. Allerdings dürfen maximal 10 Prozent der Mitglieder eines Chapters Associate Members sein.
Members at large
Falls sich in der Gegend nicht genügend Mitglieder für eine Chaptergründung zusammenfinden oder das nächste existierende Chapter zu weit entfernt ist, gibt es die Möglichkeit, Direktmitglied im RKMC (Member at Large) zu werden. Für MAL gelten dieselben Mitgliedsvoraussetzungen wie für Active Member.

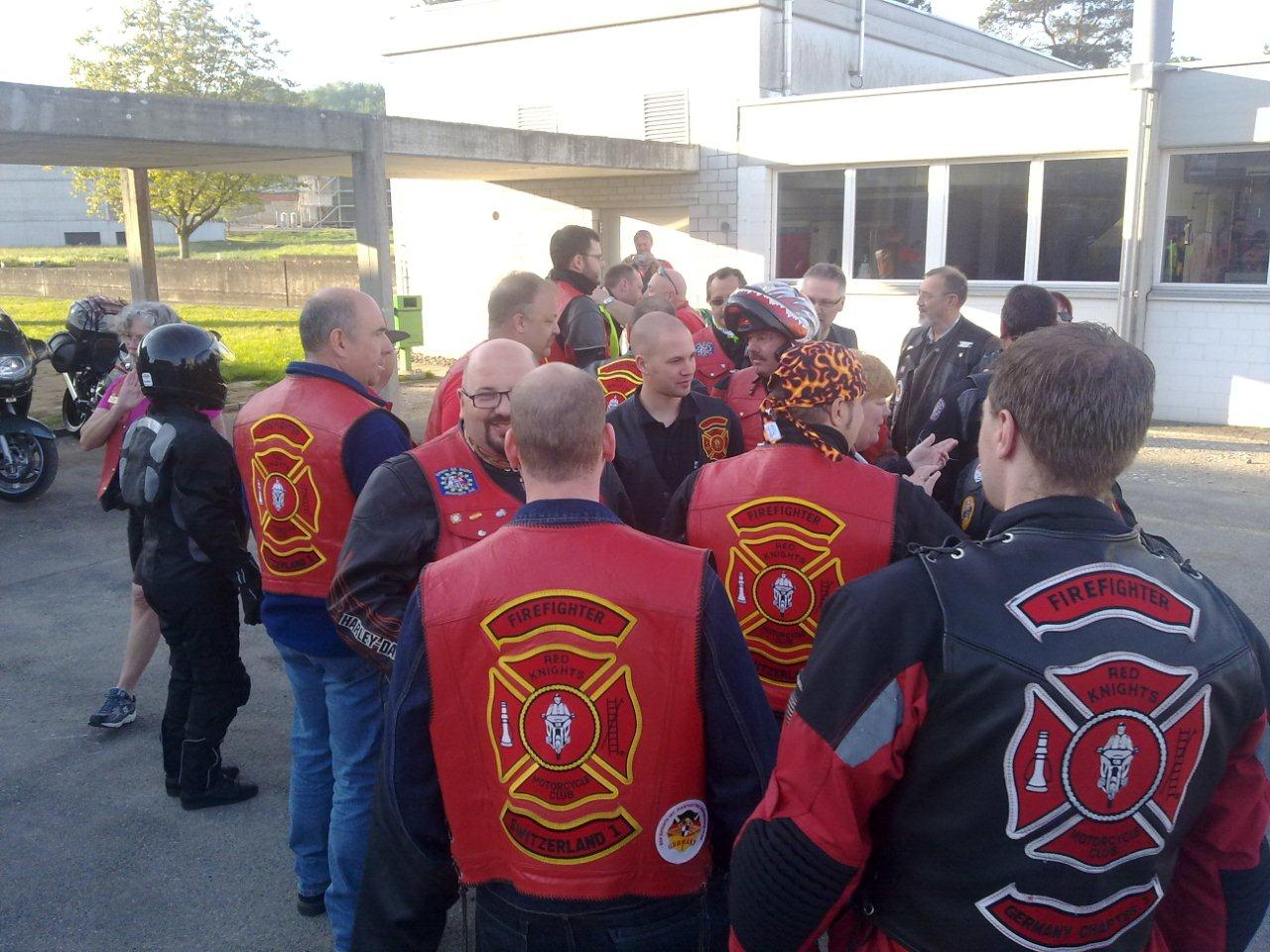
RKMC-Treffen in der Schweiz

## Organisation
Chapter
Zur Gründung eines Chapters sind mindestens 7 Interessenten erforderlich, die die Mitgliedsvoraussetzungen als Active Member erfüllen. Jedes Chapter wählt seinen eigenen Vorstand. Es gibt folgende Vorstandsämter (officer): President, Vice-President, Secretary, Treasurer und Road Captain. President und Vice President müssen Active Member sein, die anderen 3 Ämter können von jedem Member ausgeübt werden. Als Doppelfunktion ist lediglich Secretary und Treasurer gestattet.
Regional Association
Mehrere Chapter können sich zu State- oder Regional Associations zusammenschließen. Die State Associations existieren überwiegend in den USA, z. B. die Ohio Association. Zurzeit gibt es zwei Regional Associations. Die erste Regional Association vereint die Chapter in Australien und Neuseeland, die zweite vereint die Chapter in Europa.

## Memorial

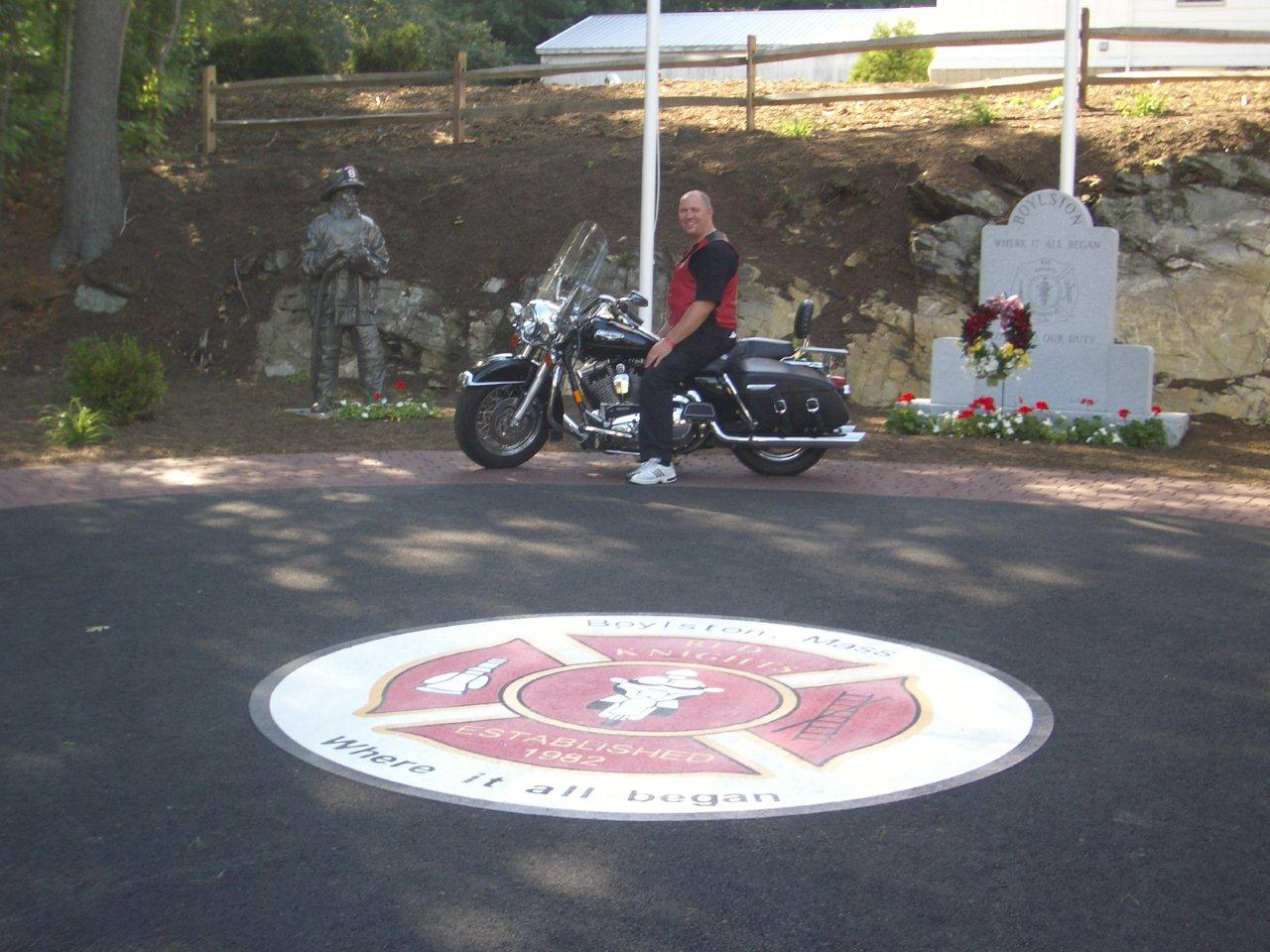
RKMC Memorial in Boylston

In Boylston (Massachusetts), unweit der lokalen Feuerwache, befindet sich das Memorial des RKMC. Es ist der Ort, an dem 1982 der RKMC gegründet wurde. Das RKMC Chapter Massachusetts 1 begann 2002 mit den Vorbereitungen, am 18. August 2007 konnte das Memorial feierlich eröffnet werden. Neben einem Gedenkstein, der an die Gründung des RKMC erinnert, befindet sich dort auch eine Gedenkstätte mit den Namen aller verstorbenen RKMC-Mitglieder.
2011 ist es dem internationalen RKMC-Vorstand gelungen, von der Port Authority of New York ein Stück Stahl vom World Trade Center zu erhalten. Das Stück trägt die Nummern C-149 und N-176, es stammt also aus dem Bereich der Einschlagstelle zwischen dem 94. und 98. Stock des WTC Tower 1. Es wurde 2011 mit einer Ehrenformation von New York City nach Boylston überführt und wurde am 16. Juni 2012 mit einer feierlichen Zeremonie in das RKMC Memorial integriert.

## International Board
Der RKMC wird vom internationalen Vorstand geleitet. Dieser setzt sich aus vier Vorstandsämtern des RKMC sowie den acht Regional Directors zusammen. Die Vorstandsämter des internationalen Vorstands sind President, Vice-President, Secretary und Treasurer.
Daneben gehören alle acht Regional Directors dem internationalen Vorstand an. Jeder Regional Director ist für eine Region verantwortlich. Unterstützt wird der internationale Vorstand von einem Verantwortlichen für den Internetauftritt sowie Komitees.
Als Erkennungszeichen tragen aktive und ehemalige Mitglieder des internationalen Vorstandes einen Pin mit dem internationalen RKMC-Siegel. Seit 2014 sind die Mitglieder des internationalen Vorstandes mit einem Patch „International Officer“ gekennzeichnet.

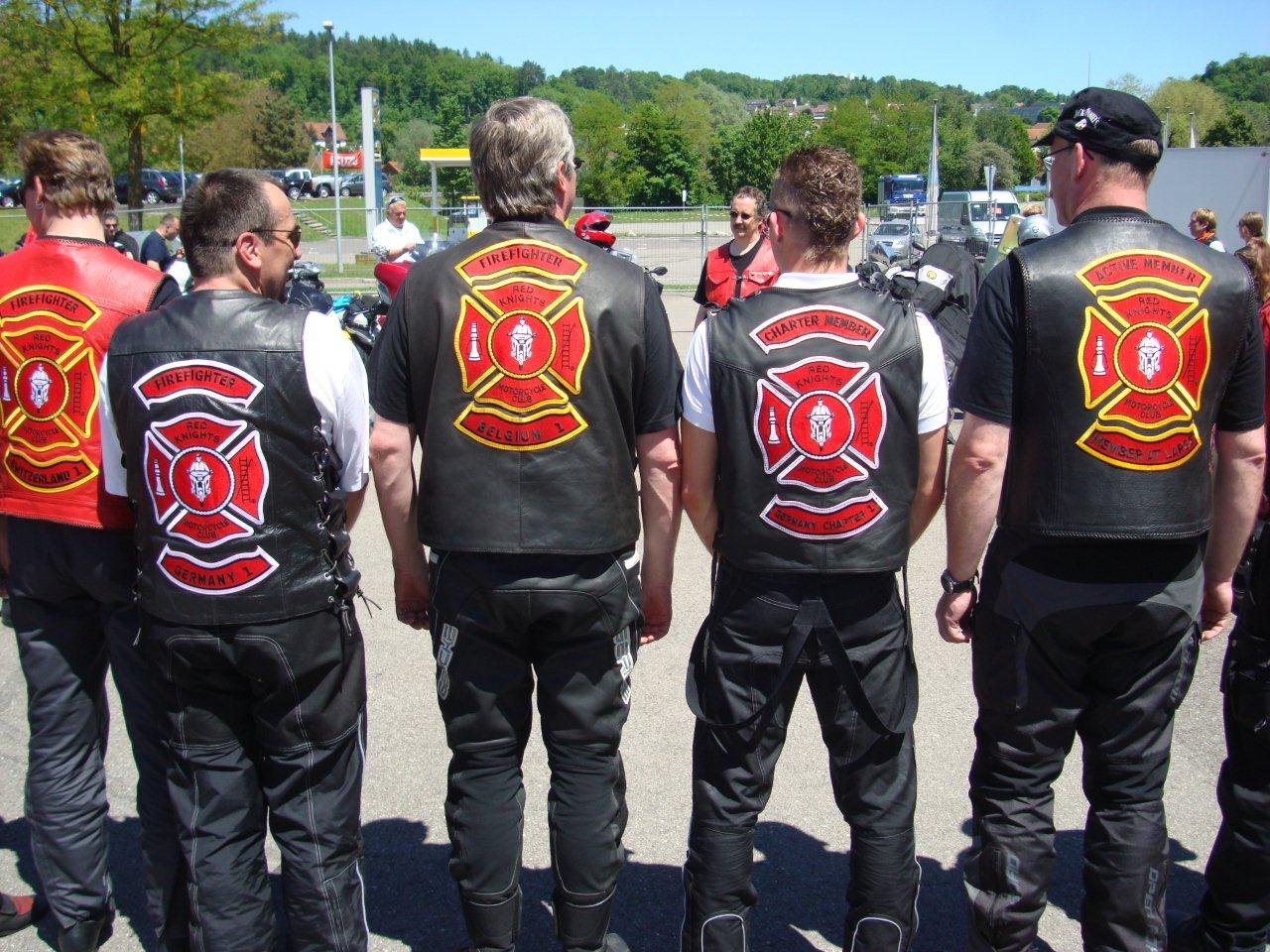
RKMC-Abzeichen

Die RKMC international presidents:
- David Hamilton (1982–1986)
- Jack Pierce (1986–1987)
- Edward Thompson (1987–1991)
- Gary Nelson (1991–1995)
- Leo Patry (1995–1997)
- Gary Nelson (1997–2000)
- Edward Brouillet (2000–2007)
- Jack Downs (2007–2009)
- David Emery (2009–2013)
- Chris Gadway (2013–2019)
- Joey Powell (ab 2019)

## Annual Convention
In jedem Jahr, üblicherweise am dritten Wochenende im August, findet die große Mitgliederversammlung (Annual Convention) des RKMC statt. Dabei werden auch die gewählten International Officers vorgestellt und vereidigt, die zuvor von den Chaptern online gewählt wurden.
Bisherige Conventions:
- Syracuse, New York – 2017
- Wisconsin Dells, Wisconsin – 2016
- San Antonio, Texas – 2015
- Prince Edward Island – 2014
- Rutland, Vermont – 2013
- Gettysburg, Pennsylvania – 2012
- Ocean City, Maryland – 2011
- Niagara Falls, New York – 2010
- Fort Lauderdale, Florida – 2009
- Sandusky, Ohio – 2008
- Worcester, Massachusetts – 2007
- New York, New York – 2006
- Toronto, Ontario, Canada – 2005
- Edmonton, Alberta, Canada – 2004
- Laval, Quebec, Canada – 2003
- Warwick, Rhode Island – 2002
- Winnipeg, Manitoba, Canada – 2001
- Indianapolis, Indiana – 2000
- Daytona Beach, Florida – 1999
- Pittsburgh, Pennsylvania – 2018
- Lincoln, New Hampshire – 2019
- Laon, Frankreich – 2020
- St. John, New Brunswick, Canda – 2021
- Johnstown, Pennsylvania – 2022
- Fußach, Österreich – 2023

zukünftige Conventions:
- Leipzig, Deutschland – 2024